# Chiesa di Santa Maria Maddalena (Scurelle)
La chiesa di Santa Maria Maddalena è la parrocchiale di Scurelle in Trentino. Risale al XIV secolo.

## Storia

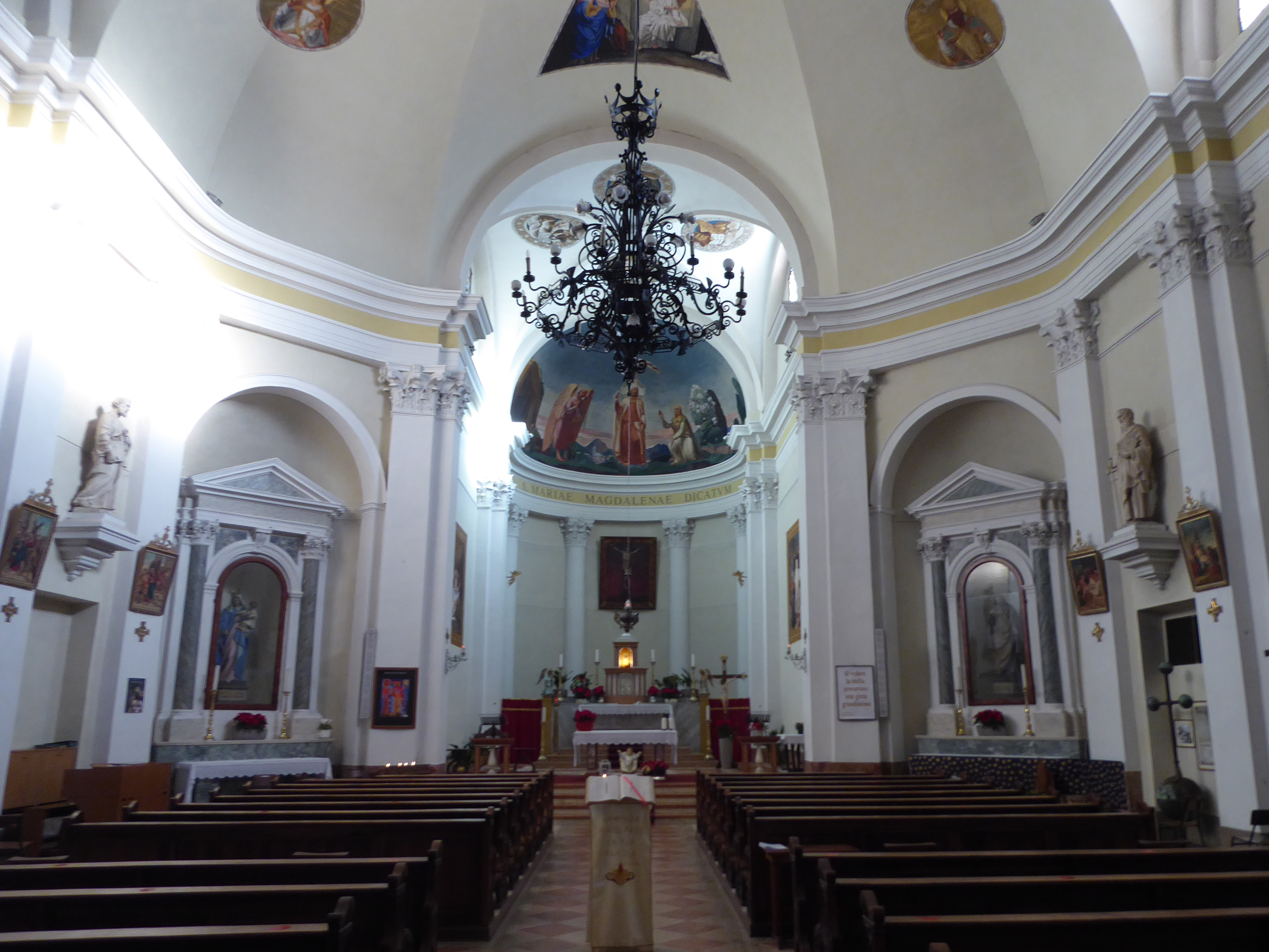
Interno

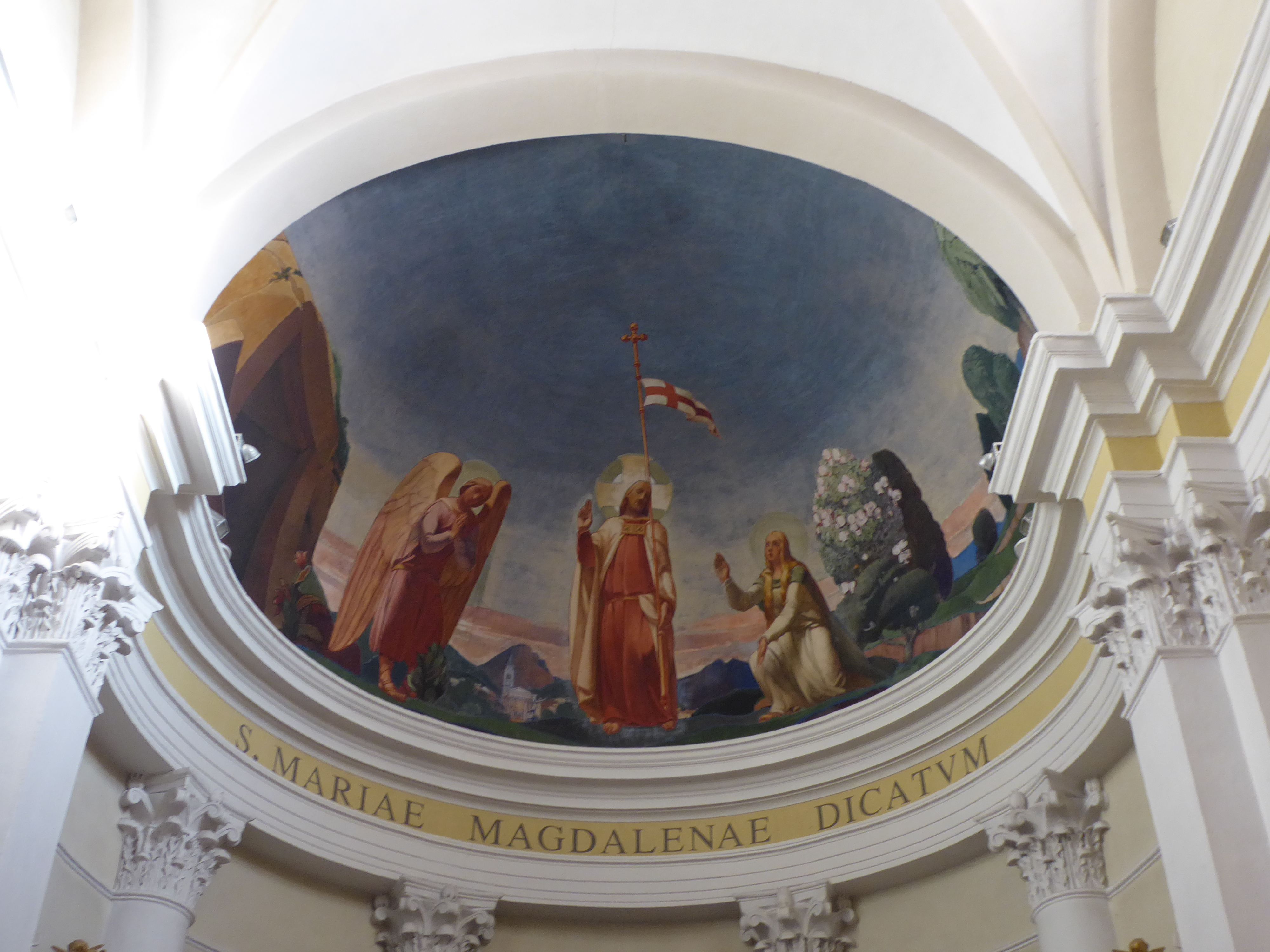
Affresco del catino absidale

La prima citazione documentale relativa alla chiesa di Scurelle risale al 1312. Nel 1576 venne elevata a dignità di espositura, sussidiaria della pieve di Strigno. Nei primi decenni del XVII secolo fu oggetto di ampliamenti e nel 1786 ebbe la concessione del fonte battesimale, esattamente lo stesso anno nel quale, sotto l'aspetto della giurisdizione ecclesiastica, entrò a far parte della diocesi di Trento lasciando quella di Feltre.
Nel secondo decennio del XIX secolo le esigenze dell'aumentata popolazione di Scurelle resero urgente un ampliamento del vecchio edificio, ma si decise invece di costruirne uno nuovo. Venne scelto il progetto presentato dall'architetto Sebastiano De Boni e dopo l'abbattimento dell'edificio precedente si aprì il cantiere per il nuovo luogo di culto che venne quasi ultimato attorno al 1827. La costruzione moderna venne eretta in stile neoclassico, alcune parti, come il portale della facciata, portano date che fissano momenti particolari della sua nascita. La facciata fu tra le ultime parti esterne ad essere completata e questo avvenne dopo la sua consacrazione.
Nel 1840, infatti, il vescovo di Trento Giovanni Nepomuceno de Tschiderer la consacrò con cerimonia solenne e solo nel 1860 fu completata la facciata, ed iniziarono anche i primi interventi di restauro all'edificio.
Durante il primo conflitto mondiale riportò gravissimi danneggiamenti, e andarono perdute parti della volta della sala e del catino dell'abside. Anche la torre campanaria fu abbattuta. I restauri iniziarono nel 1921 e portarono ad alcune modifiche rispetto alla struttura precedente poiché le volte della sala furono riviste a crociera nella parte presbiteriale, perdendo l'originaria cupola. La torre campanaria venne ricostruita più tardi, nel 1925 su progetto dell'architetto Emilio Paor, ed in posizione leggermente diversa, arretrata rispetto alla facciata. Si procedette poi con le decorazioni sia della volta presbiteriale sia del catino absidale.
Venne elevata a dignità parrocchiale nel 1929, e nei due anni successivi vennero completate le decorazioni della navata e del presbiterio.

## Descrizione
La chiesa ha una facciata in stile neoclassico esastilo con frontone triangolare. La torre campanaria sorge a lato del presbiterio, è stata costruita tra il 1925 in granito, in sostituzione del precedente campanile abbattuto dai bombardamenti nel 1917. La torre  è alta complessivamente 55 metri.
L'interno ha un'unica navata rettangolare con gli angoli arrotondati per la presenza di quattro grandi nicchioni, due dei quali sono occupati dagli altari laterali della Madonna del rosario a sinistra e di San Giuseppe a destra. La navata è coperta da una volta a padiglione, il presbiterio da una volta a crociera e il coro da un catino absidale. La navata si conclude con un'abside di forma semicircolare. L'altare maggiore è del 1955 e sostituisce il precedente ottocentesco a tempietto.
La coppia di confessionali e le due file di banchi in legno di noce, intagliati da Giovanni Marches, furono realizzati tra il 1924 e il 1928 dalla falegnameria Casotto & Micheli di Scurelle. Il grandioso lampadario in ferro battuto, sospeso al centro della navata, è stato realizzato e donato dall'artigiano Fausto Osti di Scurelle. L'organo, sito sulla cantoria, è l'opera 427 costruita nel 1931 dalla ditta Mascioni.